# Juan López Fontana
Juan López Fontana, né le 15 mars 1908 à Montevideo et mort le 4 octobre 1983, est un entraîneur de football uruguayen.

## Carrière
López apprend les bases du métier d'entraîneur à Montevideo au Central Español Fútbol Club, club alors dirigé par Alberto Suppici qui est le sélectionneur de l'équipe d'Uruguay de football vainqueur de la Coupe du monde de football de 1930.
Il devient lui-même sélectionneur de l'équipe nationale uruguayenne en 1947. En tant que sélectionneur de l'équipe d'Uruguay de football, il remporte la Coupe du monde de football de 1950 et se classe quatrième lors de la Coupe du monde de football de 1954.